# Курлышево
Курлышево — населённый пункт в Рязанской области, в Михайловском районе.

## География
Рядом с населённым пунктом Курлышево протекает река Проня. На севере от Курлышево находится деревня Красная Звезда. На северо-востоке расположена деревня Завидовка.

## Этимология
Селение названо по речке Курлышево или Курлышевка.
По одной из легенд ласковое название эта деревня получила потому, что частенько раздавалось над ней курлыканье журавлей (курлыканье — журавлиный крик). Они пролетали над деревней ранней весной, возвращаясь издалека и передавая привет из дальних стран жителям, а также поздней осенью, вновь держа путь в теплые края.
Слово курлыш нарицательное, известное чуваш., марийск. и мордов. языкам, означало отдельно расположенное жилье или разбросанную в беспорядке группу дворов.

## Население
| 1859 | 1897 | 1906 | 2010 |
| ---- | ---- | ---- | ---- |
| 373  | ↗728 | ↗961 | ↘6   |